# Żywot świętego Sawy (autorstwa Domentijana)
Żywot świętego Sawy (serb. Житије светог Саве) – średniowieczny utwór hagiograficzny, będący biograficznym ujęciem dziejów życia pierwszego serbskiego arcybiskupa św. Sawy (ok. 1174-1235). Autorem utworu jest mnich Domentijan (1210-1264).
Utwór powstał najprawdopodobniej w 1243 roku na zamówienie króla Stefana Urosza I. Jest to tekst pisany wykwintnym, wysokim stylem, charakterystycznym dla literatury bizantyńskiej i południowosłowiańskiej tego czasu (tzw. „splatanie słów”), z licznymi reminiscencjami biblijnymi, zdradzający gruntowne wykształcenie teologiczne autora. Materiał faktograficzny, odnoszący się do wydarzeń z życia świętego Sawy, choć zawierający cenne informacje do poznania biografii arcybiskupa, nie jest jednak dla Domentijana najważniejszy. Większą uwagę zwraca on na odszukiwanie znaczenia opisywanych zdarzeń, odnajdywania w nich boskiego celu, niż wierności chronologii.
Przekład na język polski fragmentu Żywota świętego Sawy mnicha Domentijana dokonany został przez Aleksandra Naumowa i znalazł się w tomie Dar Słowa. Ze starej literatury serbskiej, opracowanym przez A. Naumowa, Łódź 1983, s. 64-65.